# Borić (groblje u Tuzli)
Borić je većinom katoličko groblje u Tuzli. Ima dio za židovske pripadnike.

## Povijest
Početci datiraju iz vremena austro-ugarskog zaposjedanja BiH. Dio Tuzlaka uvidio je neminovnu propast osmanske države i skori dolazak Austro-Ugarske te je organizirao peticiju tražeći od europskih sila da Austrija dođe u BiH i napravi red. Tu su bili pripadnici katolika, muslimana i pravoslavaca. Dio Tuzlaka, najviše među muslimanima, protivio se tome. Organizirali su obranu i spremno dočekali austro-ugarske snage te ih dočekali kod Moluha, Kozlovca, Ravne trešnje i Mosnika te su ih 1878. u bitci odbili i nakon dva dana natjerali na uzmak sve do Doboja. Osobito velike gubitke u ljudstvu Austro-Ugarska je imala kod Moluha gdje ih je privremeno pokopala. Nakon dvadesetak dana pojačane austro-ugarske snage krenule su u novi napad te se ukopale kod Tuzle. Sutradan su čelni ljudi iz Tuzle iz redova svih vjera dočekali dobrodošlicom austro-ugarsku vojsku. Vojska je svoje poginule vojnike iz privremenih grobnica na Moluhama iskopala i prenijela na Borić. Tako su ti vojnici bili prve pokopane osobe na mjestu današnjeg groblja.
Katoličko groblje na Boriću posljednje je počivalište brojnih generacija Hrvata Soli, ali i pripadnika drugih katoličkih naroda koji su ovdje došli otkako je grad Tuzla kulturno i industrijski procvao dolaskom suvremene zapadne civilizacije s Austro-Ugarskom koncem 19. i početkom 20. stoljeća. Zbog jakih kiša i djelovanja podzemnih voda Tuzlansko katoličko groblje postoji opasnost brzog nestanka. Dugogodišnji problem s klizištima, napuknutim, urušenim i nagnutim grobnicama u intenzivirao se 2014. godine. Broj oštećenih grobnica prelazi stotine. Vlasti desetljećima nisu gotovo ništa činile da bi se groblje saniralo i osiguralo od ponovnog oštećenja.
Premda odvojene u općinama i sinagogama, židovske zajednice u Tuzli imale su zajedničko groblje. Osnovano je 1900. godine na lokalitetu Boriću i jedno je od triju u Bosni i Hercegovini i vrlo je vrijedan kulturno-povijesni spomenik.